# Courcelette British Cemetery
Courcelette British Cemetery is een Britse militaire begraafplaats met gesneuvelden uit de Eerste Wereldoorlog, gelegen in de Franse gemeente Courcelette (departement Somme). De begraafplaats werd ontworpen door Herbert Baker en ligt langs een veldweg op ruim 1 km ten westen van het dorpscentrum (Église Saint-Ultan). Het terrein heeft nagenoeg een rechthoekig grondplan met een oppervlakte van 7.140 m². Het ligt iets hoger dan de weg en wordt aan drie zijden begrensd door een lage natuurstenen muur. De toegang bestaat uit een vierkantig schuilgebouwtje uit witte kalksteen en is afgedekt met een tentdak. Aan weerszijden is een open doorgang met een achttal traptreden. Recht tegenover de toegang staat bij de zuidelijke muur de Stone of Remembrance en het Cross of Sacrifice staat in een apsis-vormige uitbouw in de westelijke muur.
Er liggen 1.964 doden begraven waaronder 1.180 niet geïdentificeerde.
De begraafplaats wordt onderhouden door de Commonwealth War Graves Commission.

## Geschiedenis
Tijdens de Slag aan de Somme werd in september 1916 in Courcelette en omgeving hevig gevochten. Op de 15e werd het dorp aan de linker zijde van de geallieerde linie aangevallen en, ondersteund door tanks, door de 2nd Canadian Division ingenomen. De 4th en de 6th Brigades bestormden de buitenste loopgraven en de suikerfabriek waarna de 5th Brigade het dorp bezette. Het dorp werd door de Duitse artillerie vernietigd omdat het dicht bij het front lag. Dit bleef zo tot de Duitse terugtocht in de volgende lente. 
De begraafplaats werd gestart in november 1916 (als Mouquet Road of Sunken Road Cemetery) en werd gebruikt tot maart 1917. Op 25 maart 1918 werd Courcelette tijdens het Duitse lenteoffensief door hen ingenomen, maar werd heroverd op 24 augustus daaropvolgend. 
Na de wapenstilstand werden bijna 2.000 graven toegevoegd, meestal van mannen die rond Courcelette en Pozières sneuvelden in 1916. De graven van de ontruimde Mouquet Farm Cemetery in Grandcourt en Red Chateau Cemetery in het dorp werden ook hier bijgezet. 
Er liggen nu 790 geïdentificeerde doden waaronder 175 Britten, 216 Australiërs en 399 Canadezen begraven. Voor 9 slachtoffers werden Special Memorials opgericht, vijf van hen liggen vermoedelijk begraven onder een naamloze grafzerk.

## Graven

### Onderscheiden militairen
- Walter John Gerald Hoare, kapitein bij de Royal Fusiliers werd onderscheiden met de Distinguished Service Order (DSO).
- N. West, kapitein bij het Royal Berkshire Regiment, Nicholas W. Hill, kapitein bij de Oxford and Bucks Light Infantry en Richard F. Bulkeley, luitenant bij de Australian Infantry, A.I.F. werden onderscheiden met het Military Cross (MC).
- W.J. Brown, korporaal bij de Canadian Infantry werd onderscheiden met de Distinguished Conduct Medal (DCM).
- de sergeanten Thomas N. Simpson en Douglas R. Robertson, de schutters W. Kent en G. Francetti en soldaat George J. Golding werden onderscheiden met de Military Medal (MM).

### Minderjarige militairen
- Frederick H. Perry, soldaat bij het Canadian Machine Gun Corps en George Ritchie, soldaat bij het Royal Canadian Regiment waren slechts 16 jaar toen zij sneuvelden.
- Robert J.A. Scott, soldaat bij het Royal Canadian Regiment, John S. Robertson, soldaat bij de Canadian Infantry en George E. Taylor, soldaat bij het 4th Canadian Mounted Rifles Battalion waren 17 jaar toen ze sneuvelden.

### Aliassen
Volgende militairen dienden onder een alias:
- St.Leger E. Russell als J.E. Russell, Ivor Edward Scannell als J. Jones, G.F.T. Hayward als F. Jones, A.R. Hart als W.Fisher, Benjamin J. Ernest Beavan als Ernest Whiting en Norman Jannings als James Ferris.